# 1187

## Události
- 4. července – Saladin poráží křižácká vojska v bitvě u Hattinu
- 2. října – Saladin dobývá Jeruzalém. Po obsazení Jeruzaléma se hlavním městem Jeruzalémského království stává Akkon; korunovace od té doby probíhají v Týru.

## Narození
- 5. září – Ludvík VIII., francouzský král z dynastie Kapetovců († 8. listopadu 1226)
- 29. března – Artur I. Bretaňský, bretaňský vévoda, následník anglického trůnu († 3. dubna 1203)
- ? – Pedro z Urgellu, hrabě z Urgellu, syn portugalského krále Sancha I. aragonské princezny Dulce († 2. června 1258)

## Úmrtí
- 4. července – Renaud de Châtillon, francouzský rytíř a antiochijský kníže (* před 1120)
- 19. října – Urban III., papež (* ?)
- 9. listopadu – Kao-cung, vládce čínské říše Sung (* 12. června 1107)
- 17. prosince – Řehoř VIII., papež (* 1100)
- ? – Adéla z Vohburgu, švábská vévodkyně a německá královna jako manželka švábská vévodkyně (* 1128)
- ? – Gerard z Cremony, lombardský překladatel arabských vědeckých a filosofických děl (* 1114)
- ? – Raimond III. z Tripolisu, hrabě z Tripolisu a kníže z Galileje (* 1140)

## Hlavy států
- České knížectví – Bedřich
- Moravské markrabství – Konrád II. Ota
- Svatá říše římská – Fridrich I. Barbarossa
- Papež –
- Anglické království – Jindřich II. Plantagenet
- Francouzské království – Filip II. August
- Polské knížectví – Kazimír II. Spravedlivý
- Uherské království – Béla III.
- Sicilské království – Vilém II. Dobrý
- Kastilské království – Alfonso VIII. Kastilský
- Rakouské vévodství – Leopold V. Babenberský
- Skotské království – Vilém Lev
- Byzantská říše – Izák II. Angelos